# Cigánské zmoly
Cigánské zmoly (mnohdy nazývané též Cikánské zmoly) jsou lokalitou starých vápencových lomů nalézající se mezi obcemi Grygovem a Krčmaní v okrese Olomouc. Reliéf lokality vznikl jako následek historické těžby vápence. V současnosti je lokalita již desítky let nevyužívaná, a proto zde došlo ke vzniku jedinečných xerotermních rostlinných společenstev vázaných na vápencové podloží. Od roku 2003 je zde prováděno pravidelné kosení trávy a kácení náletových dřevin. Nařízením Olomouckého kraje ze dne 14. srpna 2017 byla lokalita vyhlášena přírodní památkou. Chráněné území je v péči Krajského úřadu Olomouckého kraje.

## Předmět ochrany
Předmětem ochrany jsou xerotermní a subxerotermní společenstva třídy Festuco-Brometea s výskytem řady vzácných a ohrožených rostlin a živočichů. Z rostlinných druhů je to například koniklec velkokvětý (Pulsatilla grandis), bělozářka větevnatá (Anthericum ramosum), len žlutý (Linum flavum), hvězdnice chlumní (Aster amellus) a zejména střevičník pantoflíček (Cypripedium calceolus).

## Fotogalerie

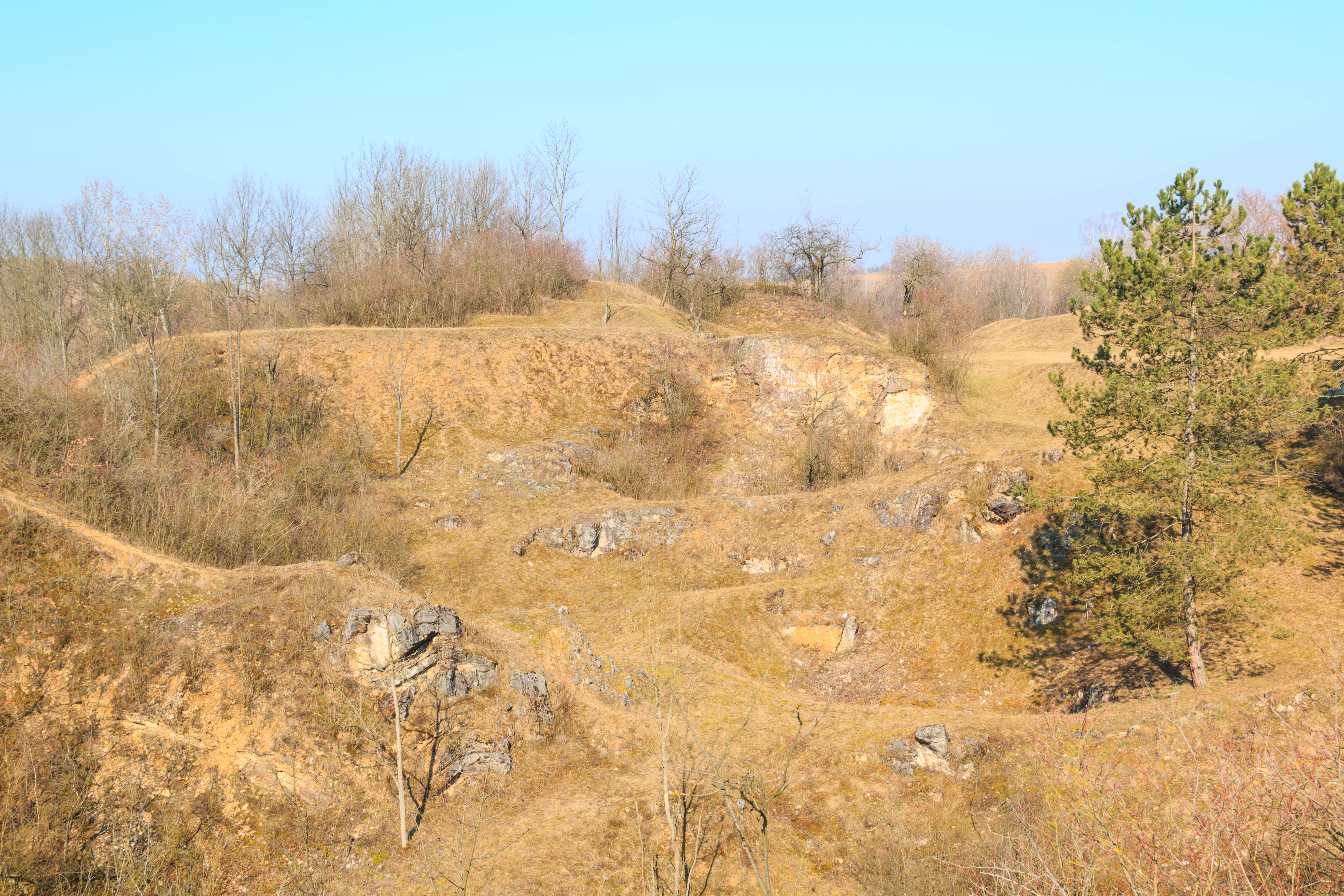
Přírodní památka Cigánské zmoly
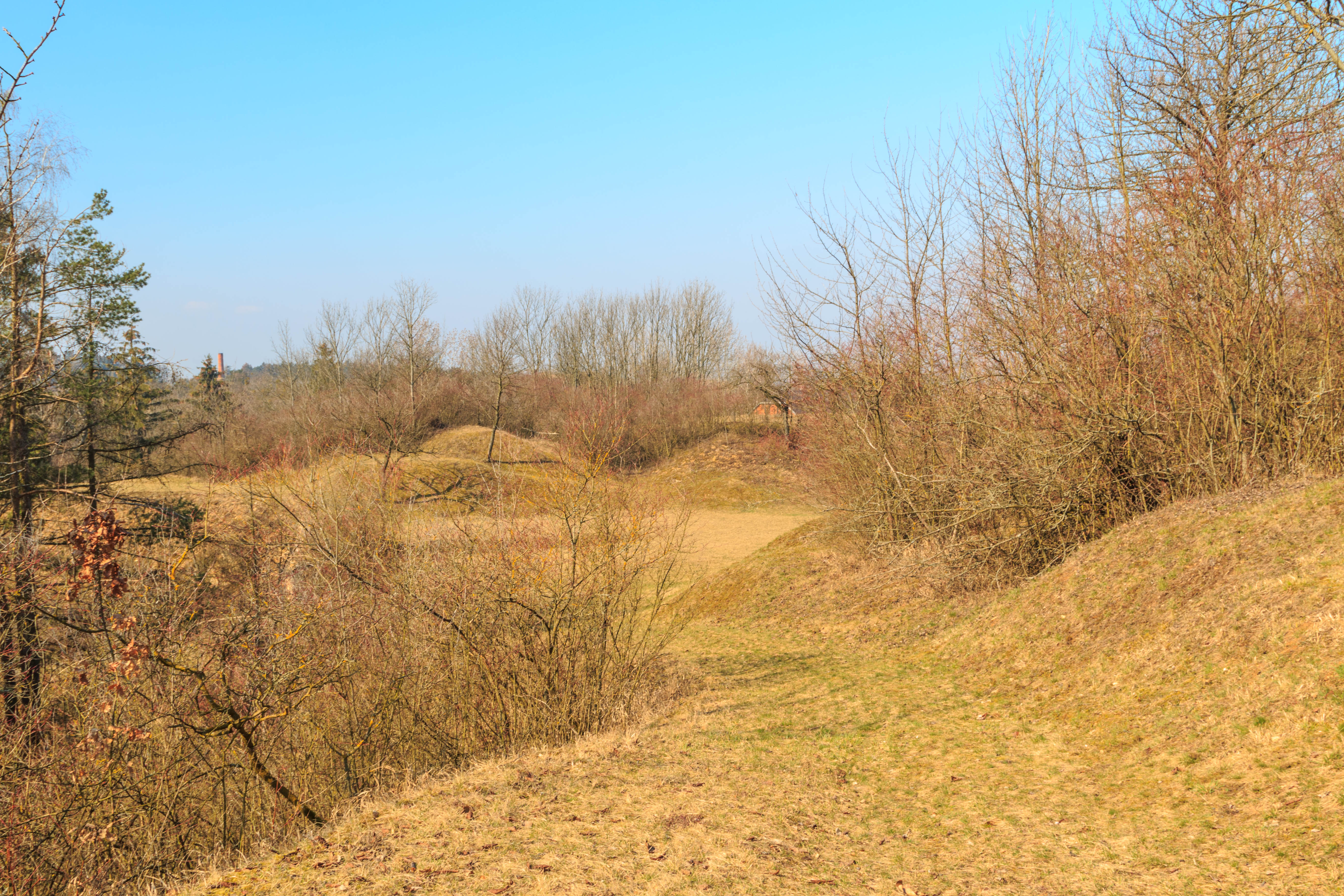
Přírodní památka Cigánské zmoly
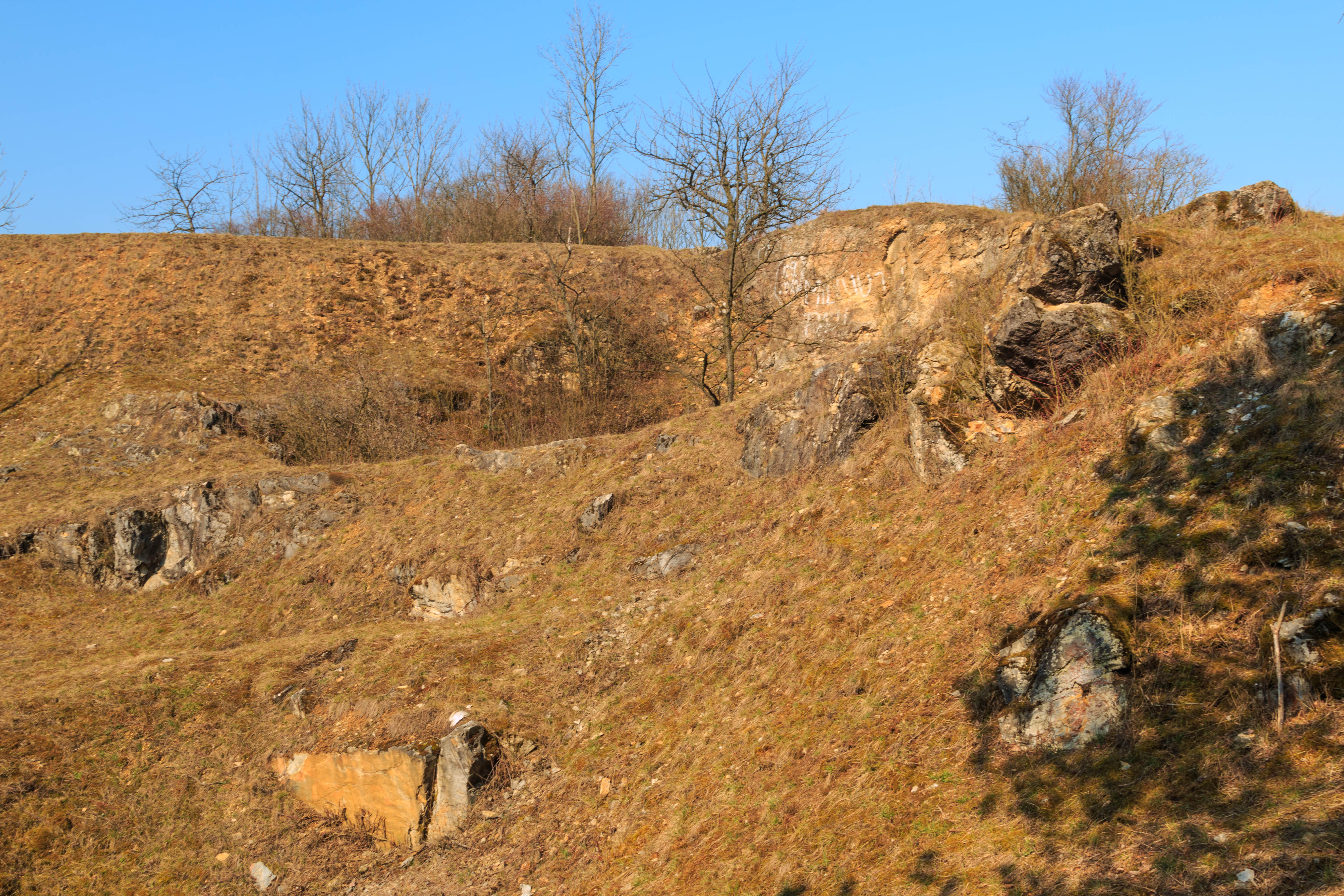
Přírodní památka Cigánské zmoly
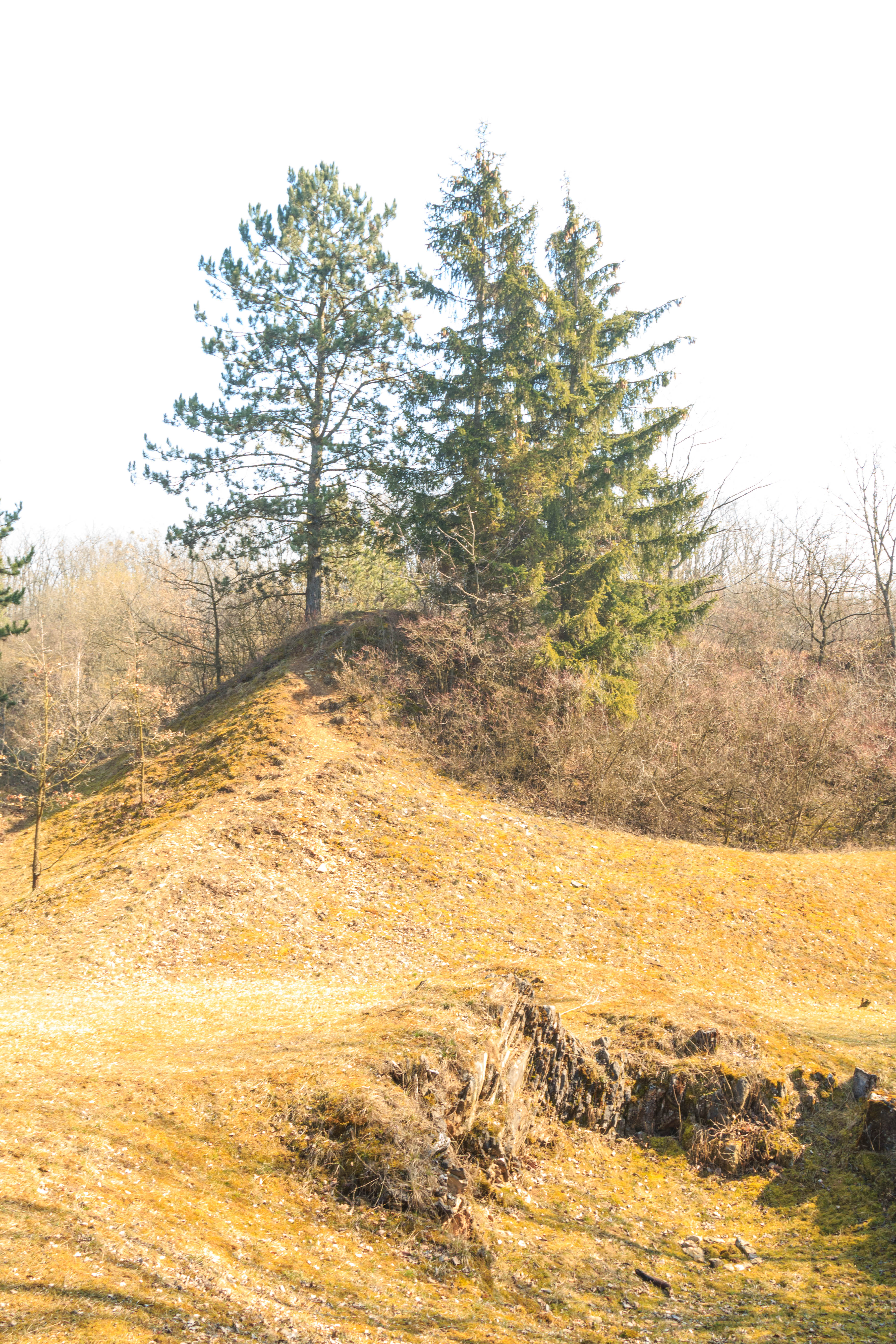
Přírodní památka Cigánské zmoly